# Seznam izraelskih filozofov
Seznam izraleskih filozofov.

## A
- Udi Aloni ?

## B
- Martin Buber

## H
- Yuval Noah Harari

## K
- Yuval Kremnitzer

## L
- Yeshayahu Leibowitz

## R
- Joseph Raz (1939)

## S
- Gershom Scholem